# Una sporca faccenda
Una sporca faccenda è un film del 1964 diretto da Roberto Mauri.

## Trama
Una banda di quattro ragazzi e una donna sequestrano un avvocato che gestisce una vincita milionaria al Totocalcio. Grazie a lui incassano la vincita, ma uno di loro, Gino, si suicida in preda al rimorso. Il capobanda, Mario, uccide la donna, Niky, e scappa con la parte di lei, finendo però ucciso in uno scontro con la Guardia di Finanza. Isarco, la mente del colpo, è vittima degli stravizi e delle droghe di cui fa uso. Maurizio, l'ultimo componente della banda, rimasto solo medita anche lui il suicidio.